# Chính sách thị thực của Đài Loan
Khách đến Đài Loan phải có thị thực hoặc uỷ quyền từ trước, trừ khi họ đến từ một trong các quốc gia được miễn thị thực hay được phép làm thị thực tại cửa khẩu. Tất cả khách phải có hộ chiếu hợp lệ còn hạn ít nhất 6 tháng (ngoại trừ công dân của Nhật có thể có hộ chiếu hiệu lực còn hạn 3 tháng, và công dân của Hoa Kỳ chỉ cần có hộ chiếu có hiệu lực trong toàn bộ thời gian ở lại). Yêu cầu đặc biệt được đặt lên du khách hiện tại hoặc trước đây là công dân Cộng hoà Nhân dân Trung Hoa mà trước đây định cư tại Trung Quốc đại lục.

## Miễn thị thực
Người giữ hộ chiếu của một trong 60 quyền lực pháp lý sau không yêu cầu thị thực để đến Đài Loan ít hơn 90 ngày, trừ khi có chú thích (thời gian ở lại bắt đầu từ ngày sau ngày đến). Kéo dài thị trực không được cho phép trừ công dân của Canada và Vương quốc Anh, những người có thể xin kéo dài thời gian ở lại từ 90 ngày đến 180 ngày phù hợp với nguyên tắc đặc quyền.
Miễn thị thực không áp dụng cho người sở hữu hộ chiếu khẩn cấp hoặc tạm thời, ngoại trừ công dân Hoa Kỳ. Tuy nhiên, công dân các quốc gia khác giữ loại hộ chiếu như vậy vẫn được xin thị thực tại cửa khẩu.
| - Tất cả công dân Liên minh Châu Âu 6 \| - Andorra - Úc 1 - Belize 1 7 8 - Brunei 1 4 5 - Canada - Chile - Cộng hòa Dominica 1 - El Salvador - Guatemala 1 - Haiti - Tòa Thánh - Honduras 7 - Iceland - Israel - Nhật Bản - Liechtenstein \| - Malaysia 1 - Monaco - New Zealand - Nicaragua - Na Uy - Paraguay - Philippines 2 4 5 - Saint Kitts và Nevis 1 7 8 - Saint Lucia 1 7 8 - Saint Vincent và Grenadines 1 - San Marino - Singapore 1 - Hàn Quốc - Thái Lan 1 4 5 - Thụy Sĩ - Hoa Kỳ \| \| | |  |
| - Andorra - Úc 1 - Belize 1 7 8 - Brunei 1 4 5 - Canada - Chile - Cộng hòa Dominica 1 - El Salvador - Guatemala 1 - Haiti - Tòa Thánh - Honduras 7 - Iceland - Israel - Nhật Bản - Liechtenstein | - Malaysia 1 - Monaco - New Zealand - Nicaragua - Na Uy - Paraguay - Philippines 2 4 5 - Saint Kitts và Nevis 1 7 8 - Saint Lucia 1 7 8 - Saint Vincent và Grenadines 1 - San Marino - Singapore 1 - Hàn Quốc - Thái Lan 1 4 5 - Thụy Sĩ - Hoa Kỳ |  |

1 — 30 ngày

2 — 14 ngày

4 — tạm thời cho đến ngày 31 tháng 7 năm 2018.

5 — không áp dụng với người sở hữu hộ chiếu ngoại giao và công vụ.

6 — chỉ đối với công dân Anh.

7 — không áp dụng với người sinh ra tại Trung Quốc đại lục.

8 — không áp dụng với người sinh ra tại Afghanistan, Iran, Iraq, Libya, Nigeria, Pakistan, Syria và Yemen.
Cư dân không có tư cách công dân của Brunei có chứng nhận danh tính quốc tế Brunei (ICI) có hiệu lực ít nhất 6 tháng cũng được miễn thị thực đến 31 tháng 7 năm 2017.
Ngoài ra, chủ sở hữu hộ chiếu ngoại giao hoặc hộ chiếu công vụ của Belize, Burkina Faso, Cộng hòa Dominica, El Salvador, Guatemala, Honduras, Nauru, Nicaragua, Panama, Paraguay, Saint Kitts và Nevis, Saint Lucia, Saint Vincent và Grenadines và Swaziland không cần thị thực lên đến 90 ngày.

## Thị thực tại cửa khẩu
Công dân của các nước sau đây có thể có thể trả phí để xin thị thực tại cửa khẩu:
| - Macedonia (30 ngày, NT$2.400) - Thổ Nhĩ Kỳ (30 ngày, miễn phí) |

Ngoài ra, người sở hữu hộ chiếu khẩn cấp hoặc tạm thời với lực của hơn 6 tháng cấp bởi các quốc gia được miễn thị thực có thể xin thị thực tại cửa khẩu miễn phí. Thời gian ở lại là 30 ngày, bất kể quốc tịch nào và không được mở rộng. Biện pháp này không áp dụng cho người sở hữu hộ chiếi khẩn cấp hoặc tạm thời được cấp bởi Hoa Kỳ vì họ là được miễn thị thực.
Thị thực cửa khẩu chỉ có ở sân bay quốc tế Đào Viên Đài Loan. Với hành khách đến sân bay Tùng Sơn Đài Bắc, sân bay quốc tế Cao Hùng hoặc sân bay Đài Trung, họ sẽ được cấp quyền nhập cảnh tạm thời và họ phải đi xin thị thực ở Văn phòng Liên hệ Lãnh sự, hoặc một trong những văn phòng của Bộ Ngoại giao Đài Loan sớm nhất có thể. Không thực thi có thể dẫn đến lập biên bản vi phạm. Hành khách đến các sân bay khác không được liệt kê ở trên sẽ bị từ chối nhập cảnh.

## Thị thực điện tử
Kể từ ngày 12 tháng 1 năm 2016, Bộ Ngoại giao Đài Loan bắt đầu thực hiện chương trình thị thực điện tử. Công dân của các nước sau đây có thể xin hộ chiếu điện tử đến Đài Loan cho ít hơn 30 ngày. Lệ phí cho mỗi lần xin là NT$1.632. Vào ngày 7 tháng 10 năm 2016, Bộ Ngoại giao Đài Loan mở rộng hơn nữa danh sách các nước đủ điều kiện xin thị thực điện tử.
| - Bahrain - Belize - Burkina Faso - Colombia - Dominica - Dominican Republic - Ecuador - El Salvador - Guatemala | - Haiti - Honduras - Kiribati - Kuwait - Macedonia* - Marshall Islands - Montenegro - Nauru - Nicaragua | - Oman - Palau - Panama - Paraguay - Peru - Philippines** - Qatar - Saint Kitts và Nevis - Saint Lucia | - Saint Vincent và Grenadines - Ả Rập Saudi - Quần đảo Solomon - Swaziland - Thổ Nhĩ Kỳ* - Tuvalu - Các Tiểu vương quốc Ả Rập Thống nhất |

* - cũng đủ điều kiện làm thị thực tại cửa khẩu.
** - cho đến ngày 6 tháng 10 năm 2018.
Công dân của các nước sau đây có thể xin thị thực điện tử nhập cảnh một lần tối đa 30 ngày nếu họ đi du lịch trong một nhóm du lịch được cho phép:
| - Campuchia - Ấn Độ - Indonesia - Lào | - Myanmar - Philippines - Việt Nam |

## Thẻ đi lại doanh nhân APEC
Người có hộ chiếu các bởi các nước sau mà sở hữ thẻ đi lại doanh nhân APEC (ABTC) có mã "TWN" ở mặt sau thẻ có thể đến Đài Loan công tác không cần thị thực lên đến 90 ngày.
ABTC được cấp cho công dân của các nước:
| - Úc - Brunei - Chile - Indonesia - Nhật Bản - Hàn Quốc - Malaysia - México | - New Zealand - Papua New Guinea - Peru - Philippines - Nga - Singapore - Thái Lan - Việt Nam |  |

ABTC cũng được cấp cho công dân  Trung Quốc và người cư trú vĩnh viễn ở  Hồng Kông, tuy nhiên công dân Trung Quốc định cư ở Trung Quốc đại lục bị giới hạn nhập cảnh và không được sử dụng thẻ này để vào Đài Loan. Công dân Trung Quốc định cư ở Hồng Kông cũng phải xin giấy phép xuất nhập cảnh.

## Chứng nhận ủy quyền chuyến đi trực tuyến
Công dân các quốc gia sau có thể xin chứng nhận ủy quyền chuyến đi trực tuyến miễn phí để đến Đoàn Loan nhiều lần, với một quãng thời gian không quá 30 ngày mỗi chuyến đi trong khoảng thời gian 90 ngày có hiệu lực của chứng nhận, nếu họ chưa từng đi lao động tại Đài Loan và đạt được các yêu cầu dưới đây:
| - Campuchia - Ấn Độ - Indonesia - Lào | - Myanmar - Philippines - Việt Nam |  |

Họ phải thị thực định cư hoặc du lịch are (bao gồm chứng nhận miễn thị thực được cấp bởi Nhật cho công dân Indonesian, và thị thực điện tử), hoặc chứng nhận định cư (bao gồm định cư vĩnh viễn) được cấp bởi các quốc gia sau. Thị thực có thể còn hạn hoặc hết hạn, nhưng có không được hết hạn hơn 10 năm trước ngày đến Đài Loan. Không áp dụng với người sở hữu giấy phép làm việc. Ngoài ra, du khách sử dụng tiêu chí này phải có vé máy bay hoặc tàu chuyến về hoặc chuyến tiếp theo và sẽ phải trình nó với cơ quan nhập cảnh.
| - Úc - Canada - Ireland - Nhật Bản - New Zealand | - Các quốc gia trong khối Schengen - Hàn Quốc - Vương quốc Anh - Hoa Kỳ |

Những người thường xuyên đến Đài Loan có thể nhận được thị thực cho phép nhập cảnh nhiều lần với hiệu lực từ hai đến năm năm.

## Thị thực du lịch và làm việc
Công dân của các nước sau có thể xin thị thực du lịch và làm việc của Đài Loan qua phái bộ ngoại giao của Đài Loan và của quốc gia của họ, nếu họ thường định cư ở quốc gia của họ và ở trong độ tuổi giới hạn:
| - Úc - Áo - Bỉ - Canada - Cộng hoà Séc - Pháp - Đức - Hungary | - Ireland - Nhật Bản - New Zealand - Ba Lan - Slovakia - Hàn Quốc - Vương quốc Anh1 |

1 - chỉ cho công dân Anh định cư ở Vương quốc Anh.

## Thống kê
Hầu hết du khách tới Đài Loan đến từ các quốc gia sau:
| Quốc gia / Vùng lãnh thổ     | 2016       | 2015       | 2014      | 2013      |
| ---------------------------- | ---------- | ---------- | --------- | --------- |
| Trung Quốc                   | 3.511.734  | 4.184,102  | 3.987.152 | 2.874.702 |
| Nhật Bản                     | 1.895.702  | 1.627.229  | 1.634.790 | 1.421.550 |
| Hồng Kông                    | 1,474,521  | 1.389.529  | 1.276.039 | 1.105.223 |
| Hàn Quốc                     | 884.397    | 658.757    | 527.684   | 351.301   |
| Hoa Kỳ                       | 523.888    | 479.452    | 458.691   | 414.060   |
| Malaysia                     | 474.420    | 431.481    | 439.240   | 394.326   |
| Singapore                    | 407.267    | 393.037    | 376.235   | 364.733   |
| Việt Nam                     | 196.636    | 146.380    | 137.177   | 118.467   |
| Thái Lan                     | 195.640    | 124.409    | 104.812   | 104.138   |
| Indonesia                    | 188.720    | 177.743    | 182.704   | 171.299   |
| Tổng                         | 10.690.279 | 10.439.785 | 9.910.204 | 8.016.280 |
| Nguồn: Cục Du lịch, Đài Loan |            |            |           |           |